# Либих, Юстус фон
Ю́стус фон Ли́бих (нем. Justus von Liebig; 12 мая 1803, Дармштадт — 18 апреля 1873, Мюнхен) — немецкий учёный, внёсший значительный вклад в развитие органической химии, один из основателей агрохимии и создателей системы химического образования. Профессор Гисенского университета (с 1824) и Мюнхенского университета (с 1852). Президент Баварской академии наук (с 1860).

## Начало жизни, образование

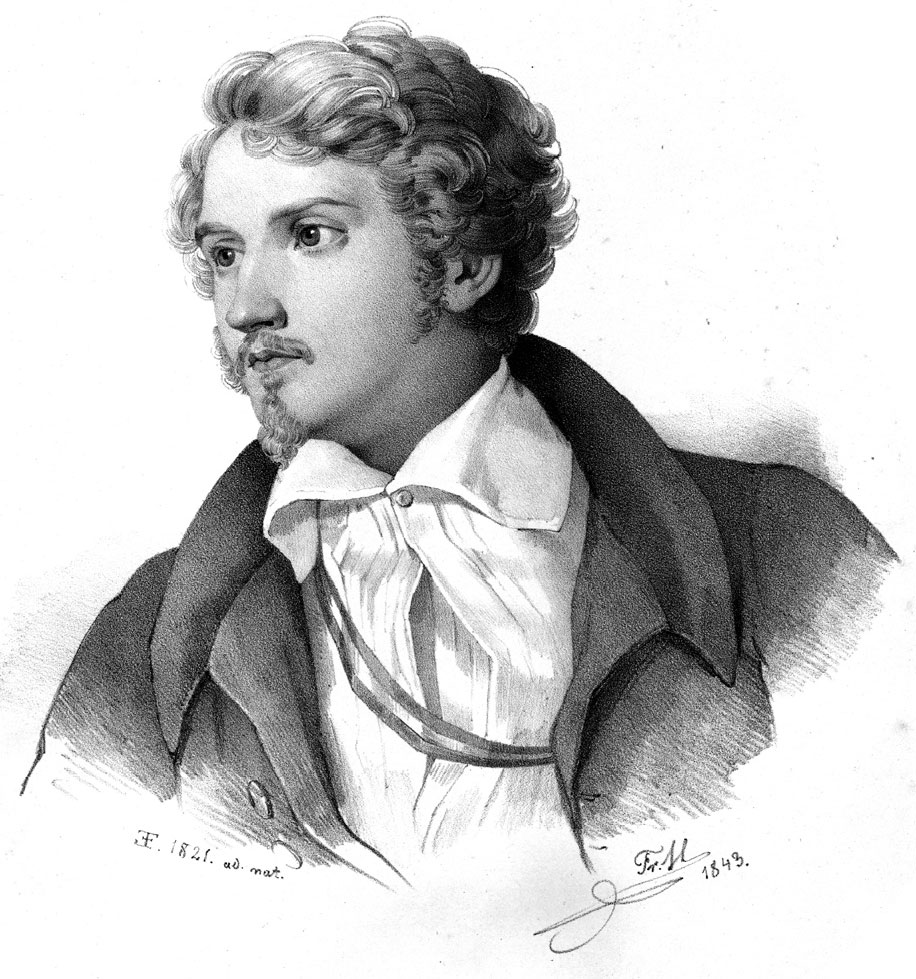
Молодой Либих. Литография 1843 г. по картине 1821 г.

Юстус фон Либих родился в Дармштадте в семье Иоганна Георга Либиха и Марии Каролины Мёзер в начале мая 1803 года. Его отец продавал краски, лаки и пигменты, которые он разрабатывал и смешивал в своей собственной мастерской. С детства Юстус был очарован химией.
В возрасте 13 лет Либих пережил «год без лета», когда большинство продовольственных культур в северном полушарии были погублены вулканической зимой. Германия была одной из наиболее пострадавших стран от последовавшего за этим глобального голода и, как говорят, этот опыт повлиял на более позднюю работу Либиха. Отчасти благодаря инновациям Либиха в области удобрений и сельского хозяйства голод 1816 года стал известен как «последний великий жизненный кризис в западном мире».
Либих учился в Людвиг-Георгс-гимназии в Дармштадте в возрасте от 8 до 14 лет. Покинув гимназию без свидетельства об окончании, он несколько месяцев был учеником аптекаря Готфрида Пирша (1792—1870) в Хеппенхайме, прежде чем вернуться домой (возможно, потому, что его отец не мог позволить себе заплатить свои долги). В течение следующих двух лет он работал со своим отцом, затем учился в Боннском университете у Карла Вильгельма Готлоба Кастнера, делового партнёра его отца. Когда Кастнер перебрался в Университет Эрлангена, Либих последовал за ним.
В марте 1822 года Либих покинул Эрланген, отчасти из-за его участия в радикальной студенческой организации «Корпус Ренании», а также из-за его надежд на более продвинутые химические исследования. В конце 1822 года Либих отправился учиться в Париж на грант от правительства Гессена, полученный специально для него Кастнером. Он работал в частной лаборатории Жозефа Луи Гей-Люссака, а также подружился с Александром фон Гумбольдтом и Жоржем Кювье (1769—1832). Докторская степень в Эрлангене была присуждена Либиху 23 июня 1823 года, спустя значительное время после его ухода, в результате вмешательства Кастнера от его имени. Кастнер посчитал, что требование о написании диссертации должно быть отменено, а степень предоставляется заочно.

## Исследования и разработки

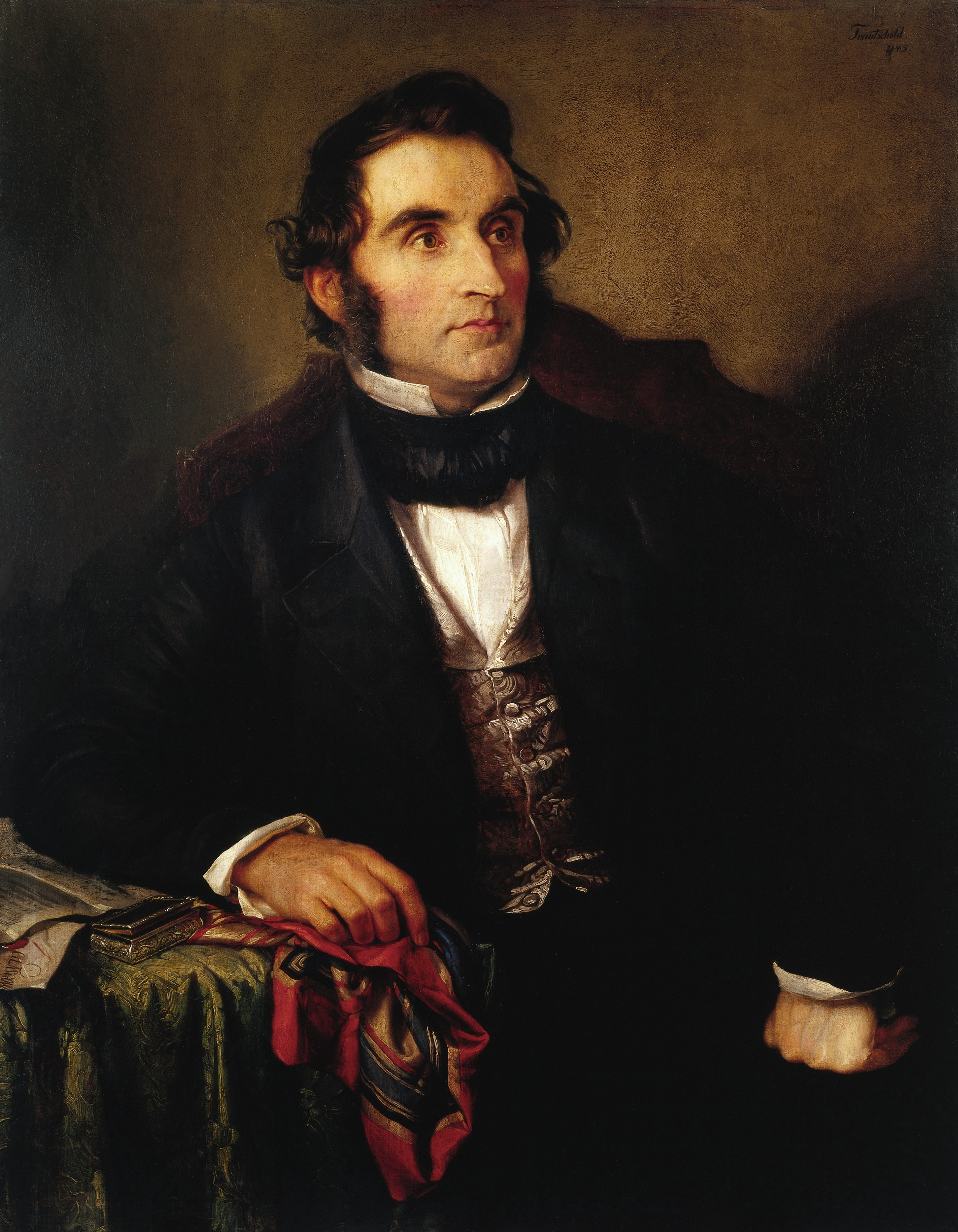
В.Траутшольд. Портрет Юстуса фон Либиха. Около 1846

Либих покинул Париж, чтобы вернуться в Дармштадт, в апреле 1824 года. 26 мая 1824 года, в возрасте 21 года и с рекомендацией Гумбольдта, Либих стал экстраординарным профессором в Университете Гиссена. Назначение Либиха было частью попытки модернизировать Гиссенский университет и привлечь больше студентов. Он получил небольшую стипендию, без лабораторного финансирования или доступа к оборудованию.
Его положение осложнялось непростой ситуацией: профессор Вильгельм Циммерман (1780—1825) преподавал общую химию на философском факультете, а Филипп Фогт — медицинскую химию и фармацию на медицинском факультете. Фогт был рад поддержать реорганизацию, при которой Либих преподавал бы фармацию, и последняя стала бы относиться к факультету искусств, а не к медицинскому факультету. Циммерман обнаружил, что не может конкурировать с Либихом за студентов и лекции. Он не разрешил Либиху использовать существующие аудитории и оборудование. 19 июля 1825 года Циммерман ушёл из жизни (совершил самоубийство). Смерть Циммермана и профессора Блумхофа, который преподавал технологию и горную промышленность, открыли путь для Либиха, чтобы подать заявку на полную профессуру. 7 декабря 1825 года Либих был назначен на пост ординаторного профессора химии, получив значительно увеличенную зарплату и лабораторное пособие.
Либих женился на Генриетте «Джетхен» Молденауэр (1807—1881), дочери государственного чиновника, в мае 1826 года. У них было пять детей: Георг (1827—1903), Агнес (1828—1862), Герман (1831—1894) Йоханна (1836—1925) и Мария (1845—1920). Хотя Либих был лютеранином, а Джетхен католичкой, их различия в религии, по-видимому, были разрешены мирным путем, сыновья были крещены по лютеранскому обычаю, а дочери — по католическому.

### Реформа химического образования

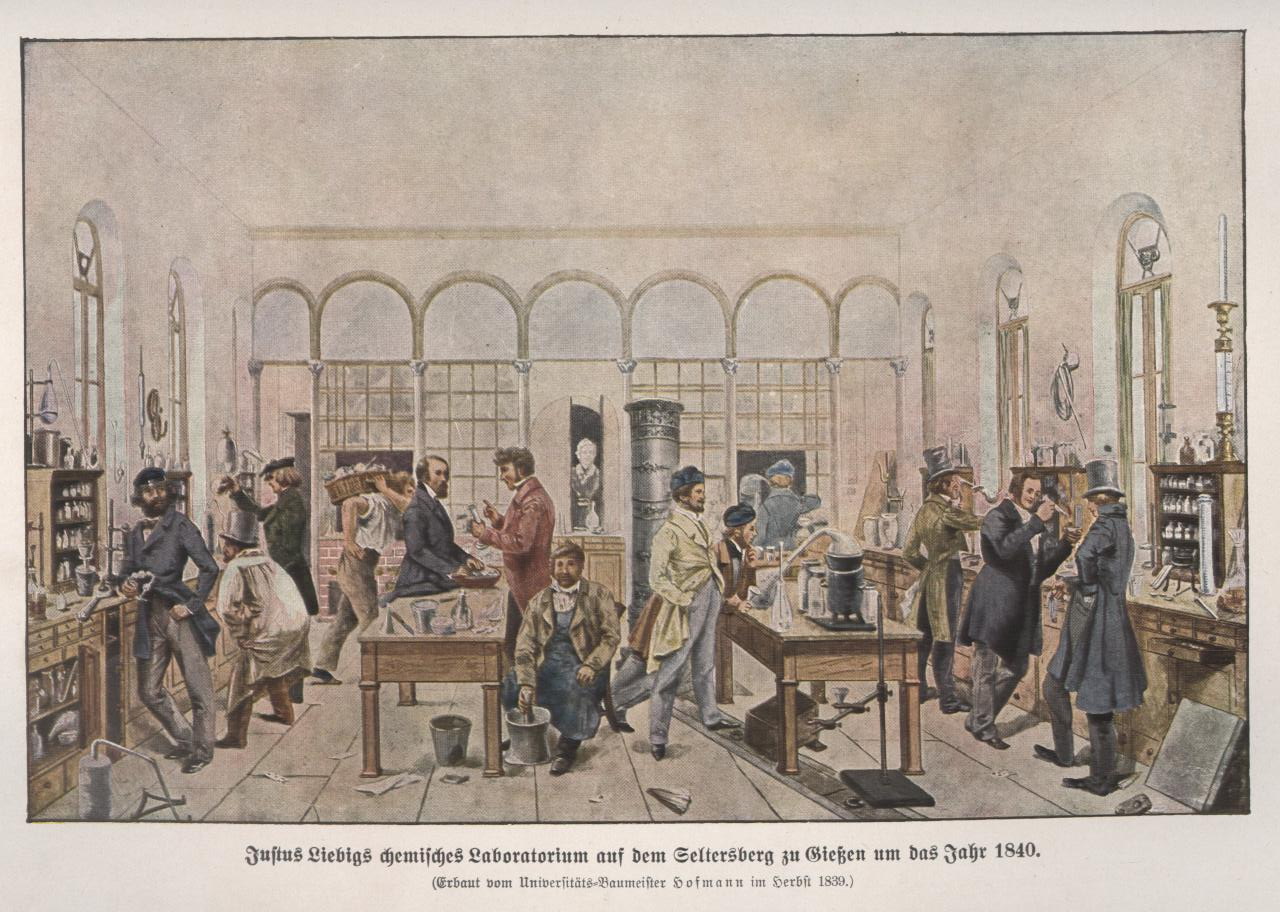
В.Траутшольд. Лаборатория Либиха в Гиссене, 1840

Либих и несколько его соратников предложили создать в университете институт фармации и технологии. Сенат, однако, бескомпромиссно отверг их идею, заявив, что задачей университета не является подготовка «аптекарей, мыловаров, пивоваров, красильщиков и виноделов». По состоянию на 17 декабря 1825 года они постановили, что любое такое учреждение должно быть независимой (частной) организацией. Это решение действительно помогло Либиху. Будучи независимой организацией, он мог не учитывать университетские правила и принимать как матрикулированных (то есть официально принятых в университет) студентов, так и нематрикулированных. Институт Либиха был открыт в 1826 году и широко рекламировался в фармацевтических журналах. Его занятия по практической химии и лабораторным методам химического анализа преподавались в дополнение к формальным курсам Либиха в университете.
С 1825 по 1835 год лаборатория была размещена в заброшенных бараках на окраине города. Основное лабораторное пространство было около 38 квадратных метров и включало небольшую лекционную комнату, шкаф для хранения, а также главную комнату с печками и рабочими столами. Открытую колоннаду снаружи можно было использовать для опасных реакций. Либих мог работать там с восемью или девятью учениками одновременно. Он жил в тесной квартире этажом выше с женой и детьми.
Либих был одним из первых химиков, которые организовали лабораторию в её нынешнем виде, вовлекая студентов в экспериментальные исследования в широких масштабах благодаря сочетанию исследований и преподавания. Его методы органического анализа позволили ему руководить аналитической работой многих аспирантов. Студенты Либиха были из многих немецких государств, а также из Великобритании и Соединённых Штатов, и они помогли создать международную репутацию для их Doktorvater (нем. — «доктор — отец»); в 1837 г. у него появился первый русский — Александр Абрамович Воскресенский, открывший дорогу в лабораторию Либиха многим другим химикам из России. Лаборатория Либиха стала известна как модель учебного заведения для занятий практической химией. Можно сказать, что он разработал современный лабораторно-ориентированный метод обучения, и благодаря таким нововведениям может считаться одним из величайших преподавателей химии всех времен. Было также важно, что он акцентировал внимание на применении открытий в фундаментальных исследованиях для разработки конкретных химических процессов и продуктов.
В 1833 году Либих смог убедить канцлера Джастина Линде включить институт в состав университета. В 1839 году он получил правительственные средства для создания лекционной аудитории (амфитеатра) и двух отдельных лабораторий, спроектированных архитектором Полом Хофманом. В новой химической лаборатории появились инновационные стеклянные шкафы с вытяжной трубой и вентиляционные дымоходы. К 1852 году, когда он уехал из Гиссена в Мюнхен, более 700 студентов выучились у Либиха химии и фармации.

### Создание приборов

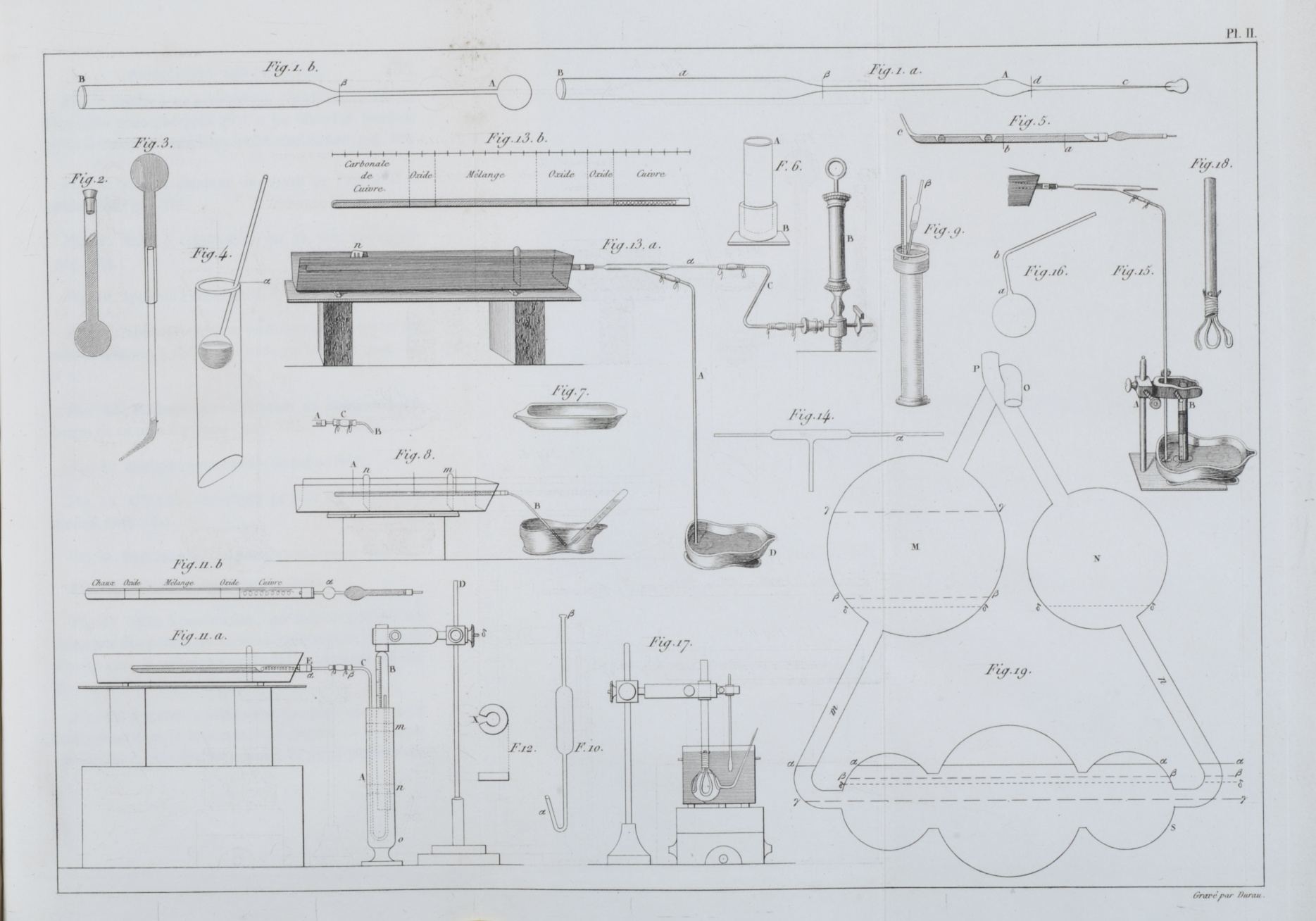
Чертёж устройств из Руководства по анализу органических веществ Либиха. Кали-аппарат в нижнем правом углу

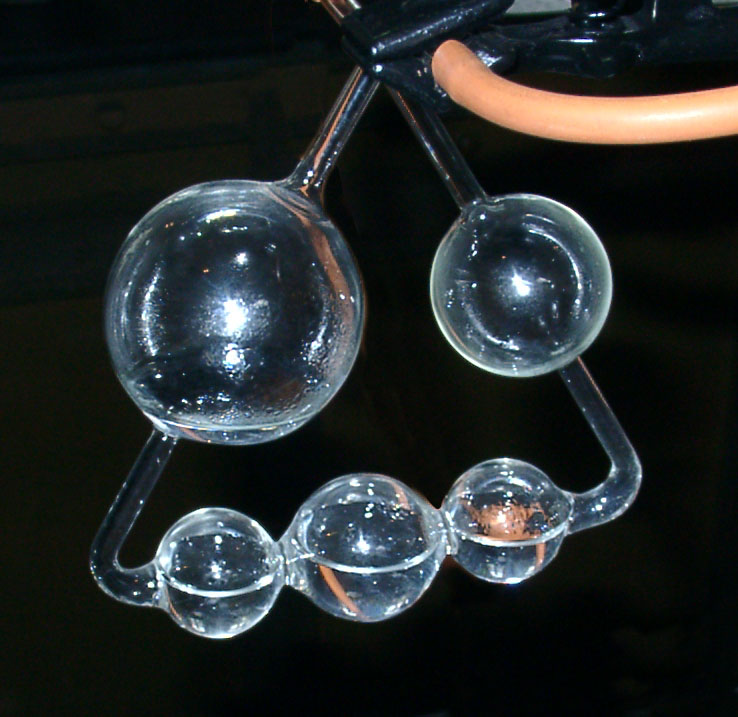
Современное воспроизведение кали-аппарата

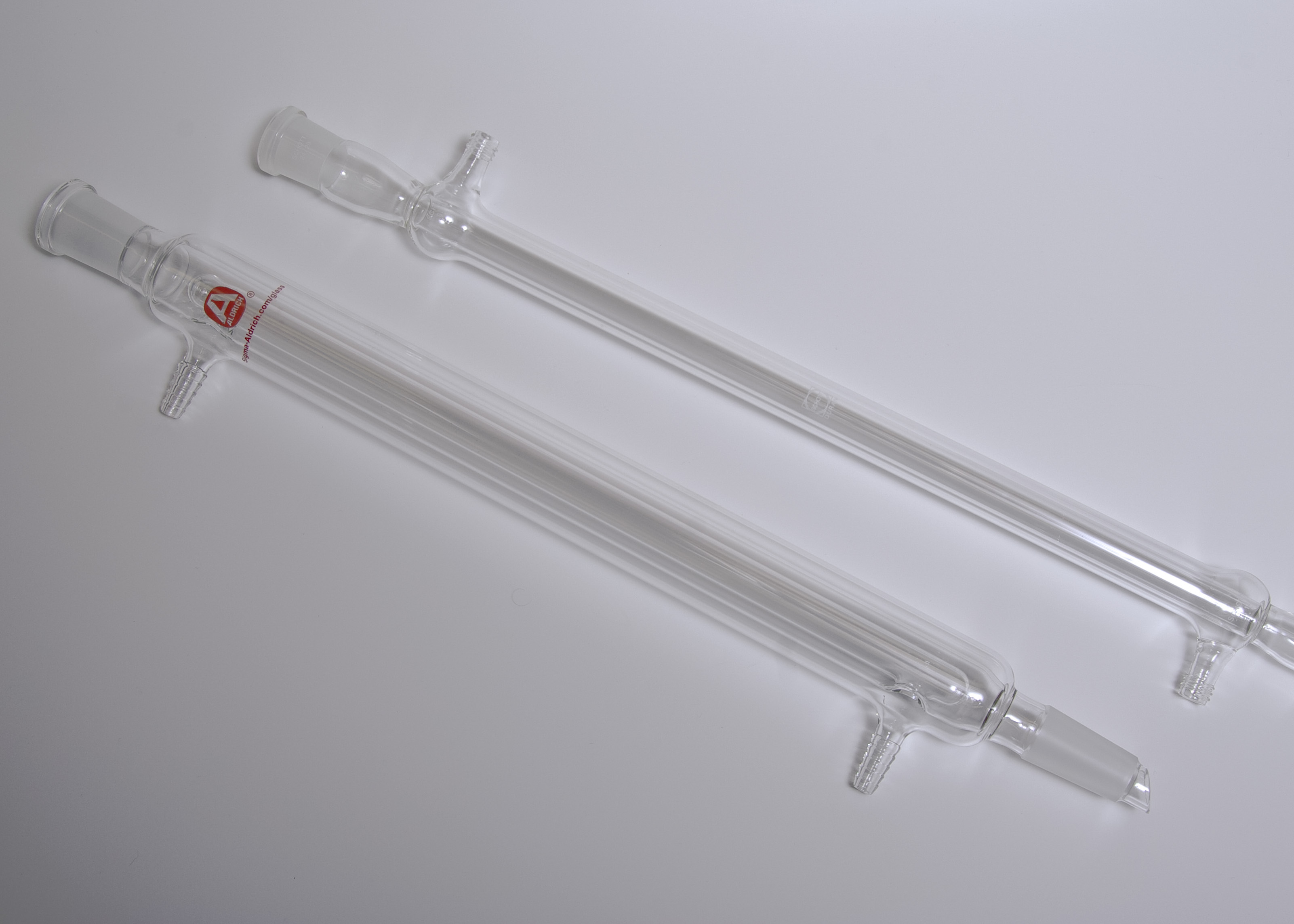
Современные холодильники Либиха

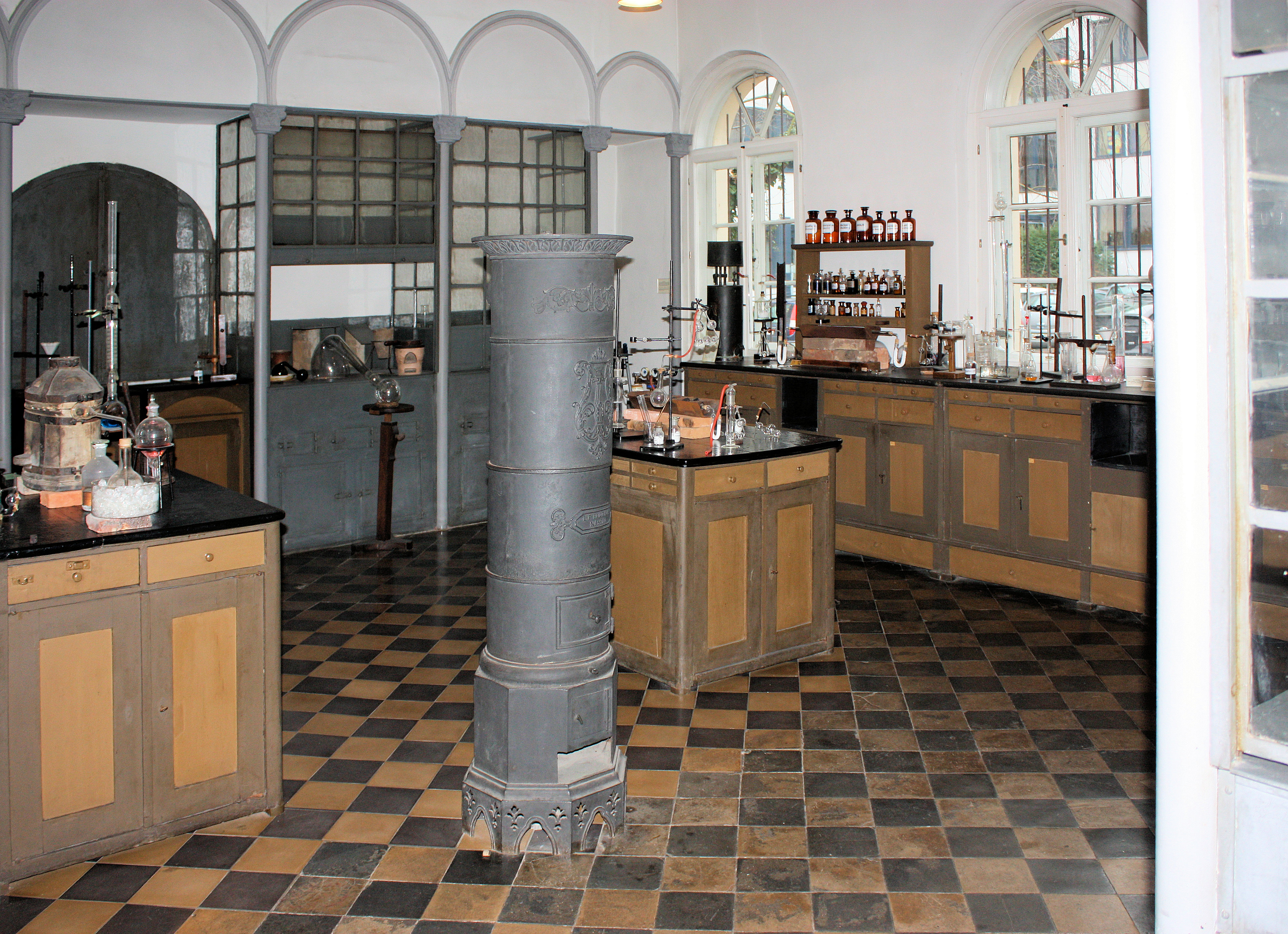
Музей Либиха, Гиссен. Фармацевтическая лаборатория

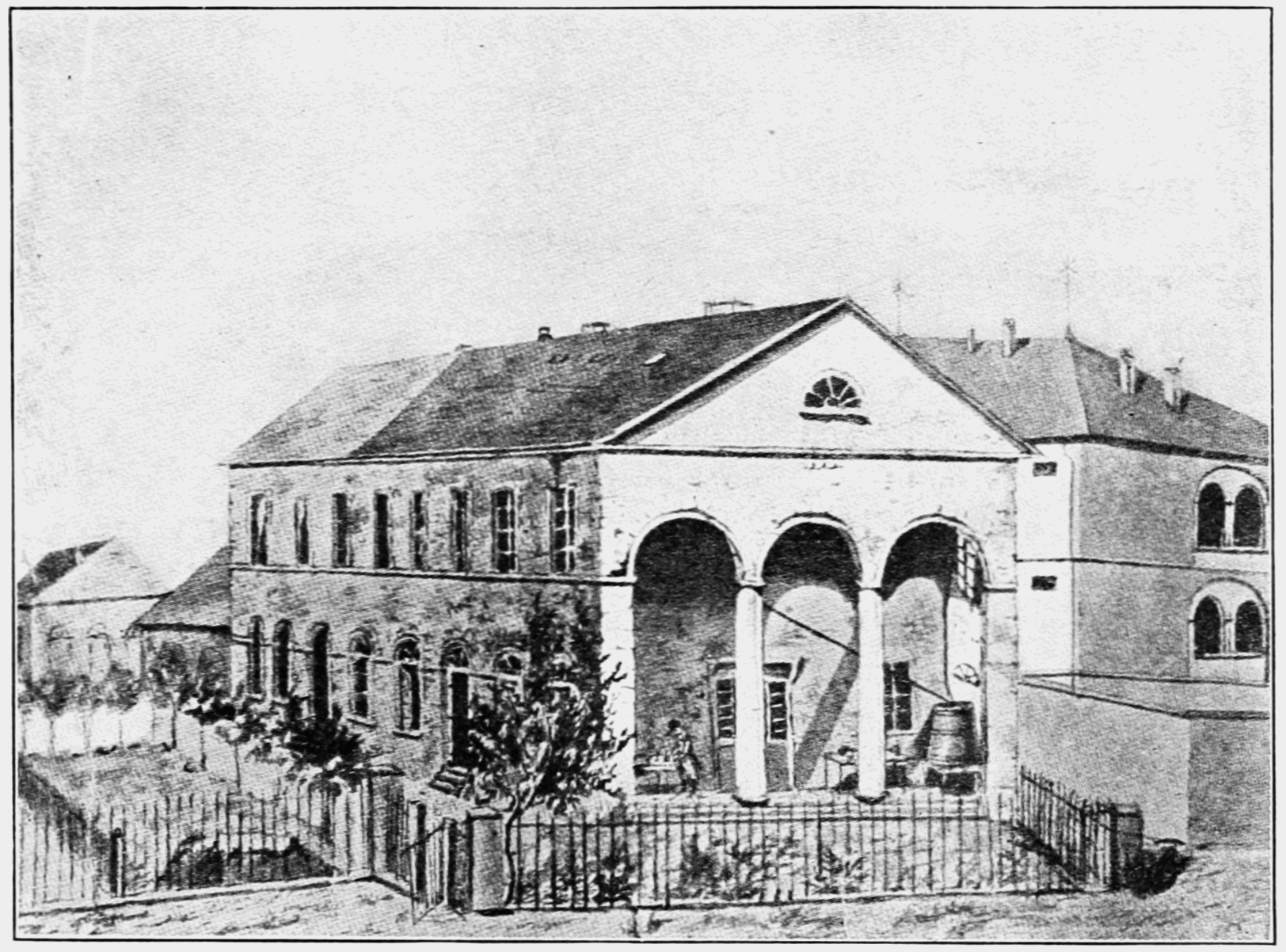
Лаборатория Либиха в Гиссене

Существенной проблемой, стоящей перед химиками-органиками девятнадцатого века, было отсутствие инструментов и методов анализа для получения точных, воспроизводимых результатов анализа органических соединений. Многие химики работали над проблемой органического анализа, в том числе француз Жозеф Луи Гей-Люссак и швед Йенс Якоб Берцелиус. В 1830 году Либих разработал свою версию аппарата для определения содержания углерода, водорода и кислорода в органических веществах. Изобретенный аппарат состоял из пяти стеклянных полых шариков и назывался кали-аппарат (Kaliapparat), он предназначался для захвата продуктов окисления углерода в образце после его сгорания. До входа в кали-аппарат газы сгорания проходили через трубку гигроскопичного хлорида кальция, который поглощал и удерживал продукт окисления водорода из образца, а именно водяной пар. Затем в кали-аппарате двуокись углерода абсорбировалась раствором гидроксида калия в трех нижних колбах и использовалась для измерения массы углерода в образце. Для любого вещества, состоящего только из углерода, водорода и кислорода, процент кислорода вычислялся путем вычитания процентов углерода и водорода от 100 процентов; остаток должен составлять процент кислорода. Для горения использовалась печь с древесным углем (лоток из листовой стали, в который была уложена трубка для сжигания и покрыта кусками тлеющего древесного угля). Непосредственное взвешивание углерода и водорода, в отличие от их объемной оценки, значительно повысило точность измерения метода. Помощник Либиха Карл Эттлинг разработал стеклодувную технику для производства калиаппарата и демонстрировал её посетителям. Кали-аппарат Либиха упростил метод количественного органического анализа и сделал его рутинной процедурой. Брок предполагает, что наличие превосходного технического аппарата было одной из причин, по которым Либих смог привлечь столько студентов в свою лабораторию. Его метод анализа продуктов горения был использован в фармации. Также этот метод внес большой вклад в развитие органической, сельскохозяйственной и биологической химии.
Либих также популяризировал использование противоточной системы водяного охлаждения для дистилляции, которую ещё называют холодильником Либиха. Хотя сам Либих создание устройства для конденсации пара приписывал немецкому фармацевту Иоганну Фридриху Августу Готлингу, который в 1794 году придумал улучшения к дизайну аппарата, созданного независимо немецким химиком Кристианом Эренфридом Вайгелем в 1771 году, французским ученым П. Я. Poisonnier в 1779 году и финским химиком Юханом Гадолином в 1791 году.
Несмотря на то, что при жизни Либиха законодательство не запрещало использование ртути при изготовлении зеркал, он предложил свой метод с использованием серебра, который в конечном итоге стал основой современного зеркального производства. В 1835 году он сообщил, что альдегиды превращают соли серебра в металлическое серебро. После работы с другими учеными немецкий физик и астроном Карл Август фон Штайнхейль обратился к Либиху в 1856 году, чтобы узнать, может ли он разработать метод серебрения, способный создавать высококачественные оптические зеркала для использования в отражающих телескопах. Либих смог создать зеркала без пятен, добавив медь к нитрату диамминсеребра и сахару. Попытка коммерциализировать процесс и "вытеснить ртутное зеркало и его вредное влияние на здоровье работников оказалась безуспешной.

### Органическая химия
Либих часто сотрудничал с Фридрихом Вёлером. Они встретились в 1826 году во Франкфурте после того, как одновременно и независимо друг от друга сообщили о приготовлении двух веществ: циановой кислоты и фульминовой кислоты, которые имели одинаковый состав, но очень разные характеристики. Фульминат серебра, исследованный Либихом, был взрывчатым, тогда как цианат серебра, найденный Вёлером, не был. Проанализировав спорные результаты вместе, они пришли к выводу, что оба правы. Открытие этих и других веществ привело Й. Я. Берцелиуса к идее изомеров, веществ, которые определяются не просто количеством и видом атомов в молекуле, но также расположением этих атомов.
В 1832 году Юстус Либих и Фридрих Вёлер опубликовали исследование масла горького миндаля. Они превратили чистое масло в несколько галогенизированных соединений, которые затем были использованы в других превращениях. На протяжении этих преобразований «единственное соединение» (которое они назвали бензоилом) «сохраняет свою природу и состав неизменным почти во всех своих ассоциациях с другими телами». Их эксперименты показали, что группа, состоящая из атомов углерода, водорода и кислорода (бензоил), может вести себя как элемент, заменять собой элемент и может быть заменена на элемент в химических соединениях. Это заложило основу для доктрины сложных радикалов, что можно рассматривать как ранний шаг в развитии структурной химии.
1830-е годы были периодом интенсивного исследования органических соединений Либихом и его учениками и энергичных дискуссий о теоретическом значении их результатов. Либих опубликовал широкий круг статей, лично составляя в среднем тридцать документов в год в период с 1830 по 1840 год. Либих не только выделял отдельные вещества, но и изучал их взаимосвязи и способы их превращений в другие вещества, ища ключи к пониманию, как химического состава, так и физиологической функции. Другим значительным вкладом Либиха в это время является изучение содержания азота в основаниях; исследование хлорирования и выделения хлораля (1832); идентификация этилового радикала (1834); окисление спирта и образование альдегида (1835); многоосновная теория органических кислот (1838) и разложение мочевины (1837).
Описывая анализ мочи, сложного органического продукта, он сделал заявление, в котором отражаются как изменения, которые происходили в химии в течение короткого времени, так и влияние его собственной работы. В то время, когда многие химики, такие как Й. Я. Берцелиус, все ещё настаивали на четком разделении между органическим и неорганическим, Либих утверждал:
«Производство всех органических веществ больше не принадлежит только живым организмам. Мы должны рассматривать не только вероятность, но и уверенность, что мы сможем производить их в наших лабораториях. Сахар, салицин и морфин будут искусственно произведены. Конечно, мы ещё не знаем, как это сделать, потому что мы ещё не знаем предшественников, из которых возникают эти соединения, но мы их узнаем».
Аргументы Либиха против любого химического различия между живыми (физиологическими) и мертвыми химическими процессами оказались поддержкой для нескольких его учеников и других химиков, которые интересовались материализмом. Хотя Либих дистанцировался от прямых политических последствий материализма, он молчаливо поддерживал работу Карла Фохта (1817—1895), Якоба Молешотта (1822—1893) и Людвига Бюхнера (1824—1899).

### Питание растений
К 1840-м годам Либих пытался применить теоретические знания в органической химии к реальным проблемам доступности продовольствия. Его книга «Die organische Chemie in ihrer Anwendung auf Agriculturalur und Physiologie» («Органическая химия в её применении к сельскому хозяйству и физиологии») (1840) способствовала идее о том, что химия может изменить сельскохозяйственную практику, увеличивая урожайность и снижая затраты. Эта книга была переведена на многие языки, критически оценена и имела очень большое влияние.
В книге Либиха обсуждались химические превращения в живых системах, как растительных, так и животных, с изложением теоретического подхода к сельскохозяйственной химии. Первая часть книги была посвящена питанию растений, вторая — химическим механизмам гниения и разложения. Знание Либихом, как синтеза, так и разложения веществ привело его к тому, что он стал одним из первых адептов охраны природы, пропагандируя такие идеи, как переработка сточных вод.
Либих выступал против распространенных теорий о роли гумуса в питании растений, в которых утверждалось, что гнилая растительная материя является основным источником углерода для питания растений. Считалось, что удобрения действуют путем разрушения гумуса, что облегчает поглощение растениями полезных веществ. Связанным с такими идеями было убеждение, что какая-то «жизненная сила» разделяет реакции, связанные с органическими и с неорганическими веществами.
Ранние исследования фотосинтеза определили углерод, водород, кислород и азот как важные, но по-другому трактовали их источники и механизм действия. Известно, что углекислый газ получается из кислорода во время фотосинтеза, но исследователи предположили, что кислород получается из двуокиси углерода, а не из воды. Считалось, что водород поступает в основном из воды. Исследователи не согласились с тем, что источники углерода и азота являются атмосферными или почвенными. Эксперименты Никола Теодора де Соссюра, представленные в «Recchches Chimiques sur la Végétation» (1804), показали, что углерод был получен из атмосферного, а не почвенного источника и что вода является вероятным источником водорода. Он также изучал поглощение минералов растениями и наблюдал, что концентрации минералов в растениях, как правило, отражают их присутствие в почве, в которой выращивались растения. Однако последствия результатов Де Соссюра для теорий о питании растений не были четко осмыслены и поняты.
Либих подтвердил важность выводов Де Соссюра и использовал их для критики теории перегноя, сожалея об ограничениях экспериментальных методов Де Соссюра. Используя более точные методы измерения в качестве основания для оценки, он указал на противоречия, такие как неспособность существующего почвенного гумуса обеспечить достаточное количество углерода для поддержки растущих в нём растений. К концу 1830-х годов исследователи, такие как Карл Шпренгель, использовали методы анализа сгоранием, предложенные Либихом, для оценки содержания навоза, заключая, что их ценность может быть отнесена к составляющим их минералам. Либих сформулировал идеи о минеральной теории растительного питания и добавил его собственные убеждения о том, что неорганические вещества могут обеспечить питательными веществами так же эффективно, как и органические источники.
В своей теории минеральных питательных веществ Либих определил химические элементы азот (N), фосфор (P) и калий (K) как необходимые для роста растений. Он сообщил, что растения приобретают углерод (C) и водород (H) из атмосферы и воды (H2O). Подчеркивая важность наличия минералов в почве, он утверждал, что растения питаются азотными соединениями, полученными из воздуха. Это утверждение было источником споров на протяжении многих лет и оказалось верным для бобовых, но не для других растений.

Бочка Либиха

Либих также популяризировал «Теорему минимума» Карла Шпренгеля (известную как Закон минимума, или закон ограничивающего (лимитирующего) фактора), заявив, что рост растений определяется не всеми доступными ресурсами, а ограниченным ресурсом. Развитие растений ограничено одним основным минералом, который находится в относительно малом запасе. Эту концепцию ограничения можно представить в виде «бочки Либиха», метафорической бочки, в которой каждая планка представляет собой элемент. Питательное вещество, планка которого короче, чем другие, заставит жидкость, содержащуюся в бочке, вылиться на этом уровне. Это качественное изображение принципов, используемых для определения применения удобрений в современном сельском хозяйстве.
Органическая химия не была приспособлена для практического сельского хозяйства. Отсутствие опыта Либиха в практических приложениях и различия между изданиями книги вызвали значительную критику. Тем не менее, работы Либиха оказали глубокое влияние на сельское хозяйство, стимулируя эксперименты и теоретические дебаты в Германии, Англии и Франции.
Одним из его наиболее известных достижений является разработка азотного удобрения. В первых двух изданиях своей книги (1840, 1842) Либих писал, что содержащегося в атмосфере азота недостаточно, и утверждал, что азотное удобрение необходимо для выращивания здоровых сельскохозяйственных культур. Либих считал, что азот может поставляться в форме аммиака и признавал возможность замены химических удобрений на естественные (навоз животных и т. д.).
Позднее он убедился, что содержание азота в достаточной степени обеспечивается осаждением аммиака из атмосферы и в течение многих лет категорически возражал против использования азотных удобрений. Ранняя коммерческая попытка создания собственных удобрений оказалась неудачной из-за отсутствия испытаний в согласовании теории и практики отражали то, что реальный мир сельского хозяйства был гораздо более сложным, чем вначале казалось. Публикуя седьмое немецкое издание книги «Сельскохозяйственная химия», он изменил некоторые свои взгляды, признавая некоторые ошибки и возвращаясь к тому, что азотные удобрения были полезны или даже необходимы. Он сыграл важную роль в использовании гуано для получения соединений азота. Азотные удобрения в настоящее время широко используются во всем мире, и их производство является значительным сегментом химической промышленности.

### Физиология растений и животных

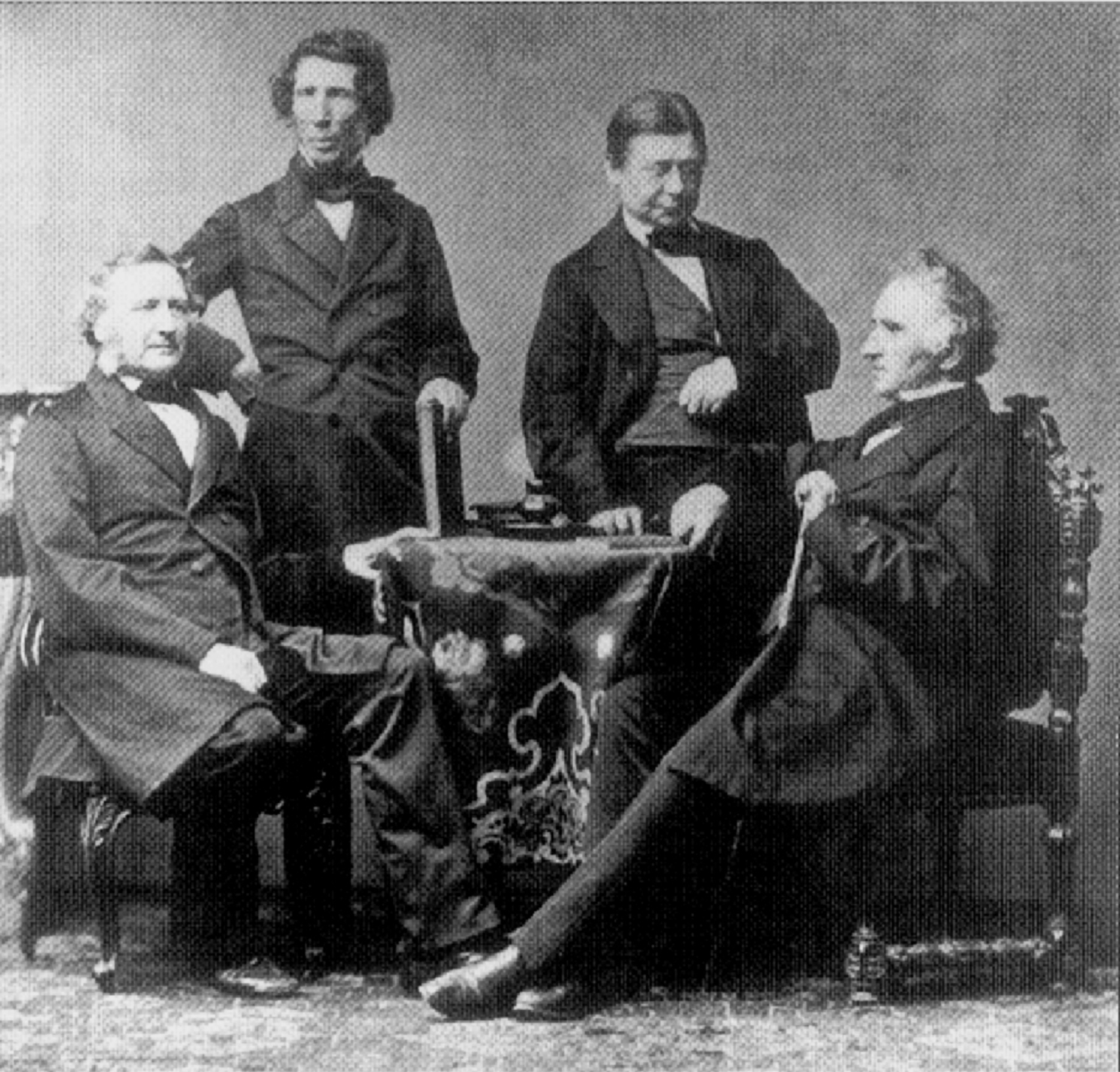
Стоят: Вёлер и Копп
Сидят: Буфф и Либих

Особенно важна работа Либиха по применению химии для изучения физиологии растений и животных. К 1842 году он опубликовал «Chimie organique appliquée à la physiologie animaleet à la pathologie», опубликованное на английском языке как «Химия животных, или Органическая химия в своих приложениях к физиологии и патологии», представляющее химическую теорию метаболизма. Экспериментальные методы, используемые Либихом и другими, часто включали контроль рациона питания, а также анализ продуктов метаболизма животных как отражение внутренних метаболических процессов. Либих видел сходство между метаболизмом растений и животных и предположил, что азотистое вещество животного было сходным с растительным веществом и получено из него. Он классифицировал пищевые продукты на две группы: азотистые материалы, которые, по его мнению, использовались для создания ткани животных, а также не-азотные материалы, которые, по его мнению, были связаны с отдельными процессами дыхания и выработки тепла.
Французские исследователи, такие как Жан Батист Дюма и Жан Батист Буссенго, считали, что животные усваивают сахара, белки и жиры из растительных материалов и не обладают способностью их синтезировать. Работа Либиха показала общую способность растений и животных синтезировать сложные молекулы из более простых. Его эксперименты по метаболизму жиров убедили его в том, что животные должны иметь возможность синтезировать жиры из сахаров и крахмала. Другие исследователи основывались на своей работе, подтверждая способность животных синтезировать сахар и вырабатывать жиры.
Либих также изучал дыхание, в какой-то момент измеряя «выделения и экскременты» 855 солдат-телохранителей великого князя Гессен-Дармштадского на протяжении целого месяца. Он изложил чрезвычайно спекулятивную модель уравнений, в которой он попытался объяснить, как разрушение белка может восполняться в здоровом теле и приводить к патологическим дисбалансам в случае болезни или неправильного питания. Эта предлагаемая модель была справедливо подвергнута критике. Берцелиус язвительно заявил, что «этот поверхностный вид физиологической химии создан за письменным столом». Некоторые идеи, которые Либих с энтузиазмом разрабатывал, не были поддержаны дальнейшими исследованиями. Третье и последнее издание «Химии животных» (1846) было заметно редактировано и не включало уравнений.
Третья область, обсуждаемая в «Химии животных» — это ферментация и гниение. Либих предложил химические объяснения процессов, таких как eremacausis (органическое разложение), описывающих перегруппировку атомов как результат нестабильной «аффинности», реагирующей на внешние причины, такие как наличие воздуха или уже распавшиеся вещества. Либих идентифицировал кровь как местоположение «химического завода» тела, где, как он считал, происходят процессы синтеза и разрушения. Он представил взгляд на болезнь с точки зрения химического процесса, при котором здоровая кровь могла быть атакована внешней инфекцией; секретирующие органы стремились преобразовывать и удалять такие вещества; и неспособность сделать это может привести к их устранению через кожу, легкие и другие органы, потенциально распространяя заражение. Опять же, хотя мир был намного сложнее, чем его теория, и многие из его индивидуальных идей позже оказались ошибочными, Либиху удалось преобразовать существующие знания таким образом, что это имело значительные последствия для врачей, санитаров и социальных реформаторов. Английский медицинский журнал The Lancet рассмотрел работу Либиха и изменил свои химические лекции в рамках своей миссии по созданию новой эры медицины. Идеи Либиха стимулировали значительные медицинские исследования, привели к разработке лучших методов тестирования экспериментальных моделей метаболизма и выделили химию как фундаментальную науку для понимания здоровья и болезней.
В 1850 году Либих исследовал самовозгорание человека, отклонив упрощенные объяснения, основанные на влиянии этанола из-за алкоголизма.

### Либих и химия пищи

#### Методы кулинарии
Либих обратил внимание на свою работу в области питания растений и метаболизма растений и животных, чтобы разработать теорию питания, которая имела значительные последствия для кулинарии. В своих исследованиях по химии продуктов питания (1847) Либих утверждал, что важно есть не только мясную клетчатку, но и мясные соки, в которых содержатся различные неорганические вещества. Эти жизненно важные ингредиенты будут потеряны при обычном кипячении или обжаривании, в которых жидкости, используемые для приготовления пищи, не употребляют. Для оптимального качества питания Либих советовал, чтобы повара либо сначала обжаривали мясо, чтобы «сохранить в нём соки», либо сохраняли и использовали кулинарные жидкости (как в супах или в тушеном мясе).
Либих получил признание в журнале The Lancet за раскрытие «истинных принципов кулинарии», а медики пропагандировали «рациональные диеты» на основе идей Либиха. Известная британская писательница Элиза Эктон отреагировала на идеи Либиха, изменив методы кулинарии в третьем издании своей «Современной кулинарии для семейной жизни».
Либих сформулировал идею о том, что мясные соки представляют высокую пищевую ценность. Чтобы сохранить эту жидкость, по его мнению, куски мяса нужно быстро со всех сторон обжарить на сильном огне (при высокой температуре) до образования корочки, а затем доводить до готовности. Он считал, что образование корочки при обжаривании сохраняет жидкость внутри куска мяся («searing meat seals in the juices»). Эта ошибочная идея была опровергнута в 1930-е (в действительности, чем выше температура при приготовлении, тем быстрее мясо теряет жидкость), но она до сих пор широко распространена.

#### Мясной экстракт Либиха

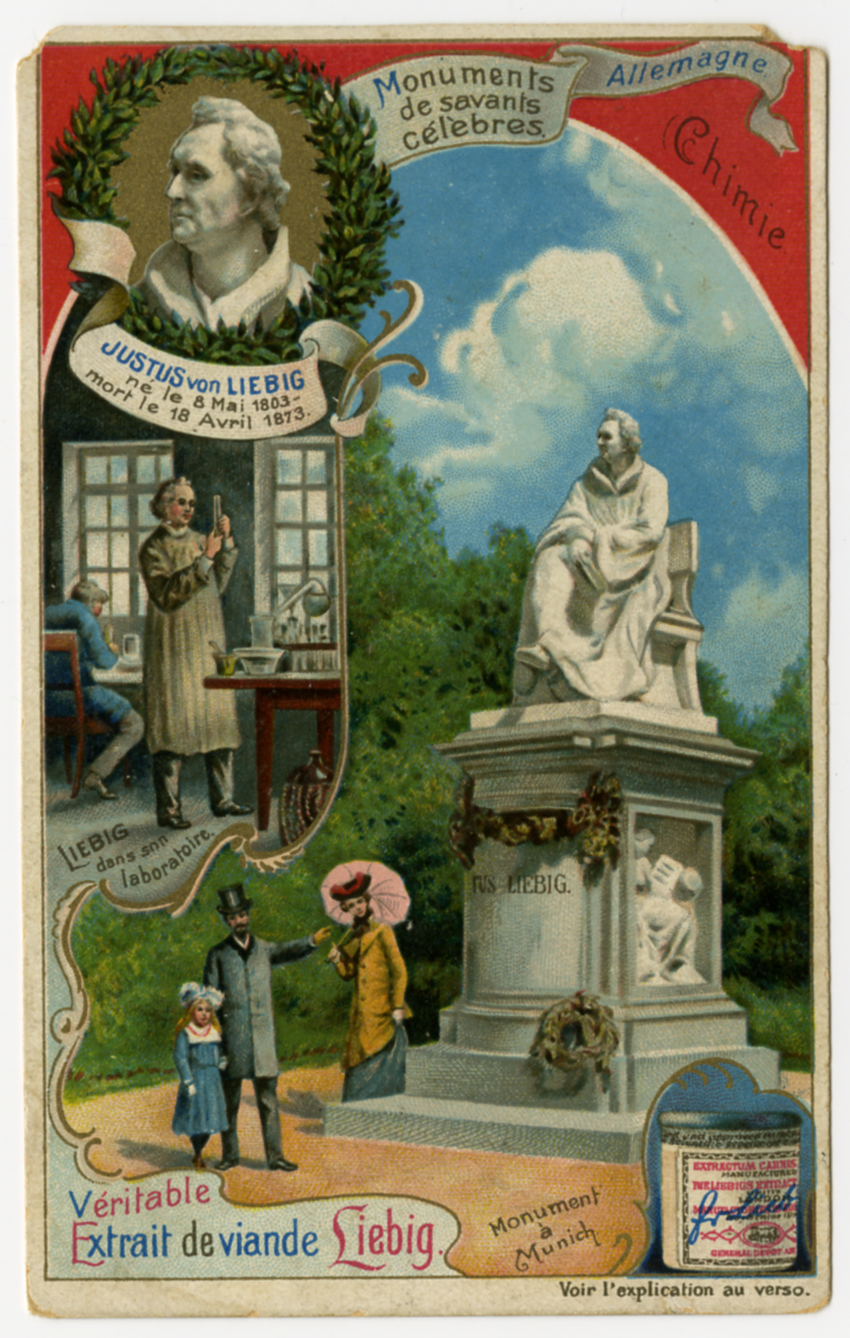
Памятная торговая карточка, посвященная Либиху. Liebig’s Extract of Meat Company

Основываясь на своих теориях питательной ценности мясных жидкостей и поисках недорогого источника питания для бедных в Европе, Либих разработал формулу для производства говяжьего экстракта. Детали были опубликованы в 1847 году, так что «польза от этого должна быть доступна для как можно большего числа людей путем расширения производства и, следовательно, снижения стоимости».
Производство было экономически нецелесообразным в Европе, где мясо было дорогим, но в Уругвае и Новом Южном Уэльсе мясо было недорогим побочным продуктом кожевенной промышленности. В 1865 году Либих сотрудничал с бельгийским инженером Джорджем Кристианом Гибертом и был назван научным руководителем компании Liebig’s Extract of Meat, расположенной во Фрай-Бентосе, Уругвай.
Компания Либиха первоначально рекламировала свой «мясной чай» из-за своих лечебных свойств и питательной ценности как дешёвую, питательную альтернативу реальному мясу. После того как претензии на его питательную ценность были подвергнуты сомнению, они подчеркнули его удобство и вкус, продавая его как удобную пищу. Компания Либиха работала с популярными кулинарными писателями в разных странах для популяризации своих продуктов. Немецкая кулинарная писательница Генриетта Дэвидис написала рецепты для «Улучшенной и экономной кулинарии» и других кулинарных книг. Катерина Прато написала книгу австро-венгерских рецептов «Die Praktische Verwerthung Kochrecepte» (1879). Ханне М. Янг был уполномочен написать в Англии «Практическую кулинарную книгу» для компании Либиха. В Соединённых Штатах Мария Парлоа превозносила преимущества экстракта Либиха. Красочные календари и торговые карты также продавались для популяризации продукта.
Компания также работала с английским химиком Генри Энфилдом Роско, для разработки соответствующего продукта, который он зарегистрировал через несколько лет после смерти Либиха под торговой маркой «Oxo». «Oxo» начала продаваться по всему миру в 1899 году и в Соединённом Королевстве в 1900 году. «Oxo» первоначально выпускалась в виде жидкости, а в 1911 году была выпущена в виде кубика.

#### Marmite
Либих также изучал другие продукты. Он содействовал использованию порошка для выпечки, чтобы получить более легкий хлеб, изучал химию приготовления кофе и разработал заменитель грудного молока для младенцев, которые не могли сосать. Его исследования по экстракции дрожжей легли в основу технологии изготовления пасты Marmite.

## Основные работы
Либих основал журнал «Annalen der Chemie», который он редактировал с 1832 года. Первоначально известный под названием «Annalen der Pharmacie», позже он был переименован в «Annalen der Chemie und Pharmacie», что более точно отражало его содержание. Он стал ведущим журналом химии и все ещё существует. Труды Либиха часто упоминаются как Liebigs Annalen; после его смерти название было официально изменено на Justus Liebigs Annalen der Chemie.
Либих широко публиковался в Liebigs Annalen и в других газетах и журналах. Большинство его книг были опубликованы одновременно на немецком и английском языках, и многие из них были переведены и на другие языки. Некоторые из его самых влиятельных трудов включают:
- Ueber das Studium der Naturwissenschaften und über den Zustand der Chemie in Preußen (1840 г.) («О изучении естественных наук и о состоянии химии в Пруссии») Цифровое издание Университета и государственной библиотеки Дюссельдорфа
- Dieorganische Chemieinihrer Anwendungauf Agriculturund Physiologie (1840 г.); на английском языке Organic Chemistry in its Application to Agriculture and Physiology («Органическая химия в её применении к сельскому хозяйству и физиологии»)
- Chimie organique appliquée à la physiologie animale et à la pathologi (1842 г.); на английском языке Animal chemistry, or, Organic chemistry in its applications to physiology and pathology, («Химия животных, или органическая химия в её приложениях к физиологии и патологии»)
- Familiar letters on chemistry and its relation to commerce, physiology and agriculture (1843 г.) («Известные письма по химии и её связи с торговлей, физиологией и сельским хозяйством»)
- Chemische Briefe (1844 г.) («Химические письма») Цифровое издание(1865) Университета и государственной библиотеки Дюссельдорфа

В дополнение к книгам и статьям он написал тысячи писем, большинство из которых были для других ученых.
Либих также сыграл непосредственную роль в немецком издании «Логики» Джона Стюарта Милля. Благодаря тесной дружбе Либиха с семейным издательством «Vieweg» он организовал для своего бывшего ученика Якоба Шиля (1813—1889) перевод важной работы Милля для издания в Германии. Либих любил «Логику Милля» отчасти потому, что он продвигал науку как средство социального и политического прогресса, но также и потому, что Милль показал несколько примеров исследований Либиха как идеального для научного метода. Таким образом, он стремился реформировать политику в немецких государствах.

## Последний период жизни

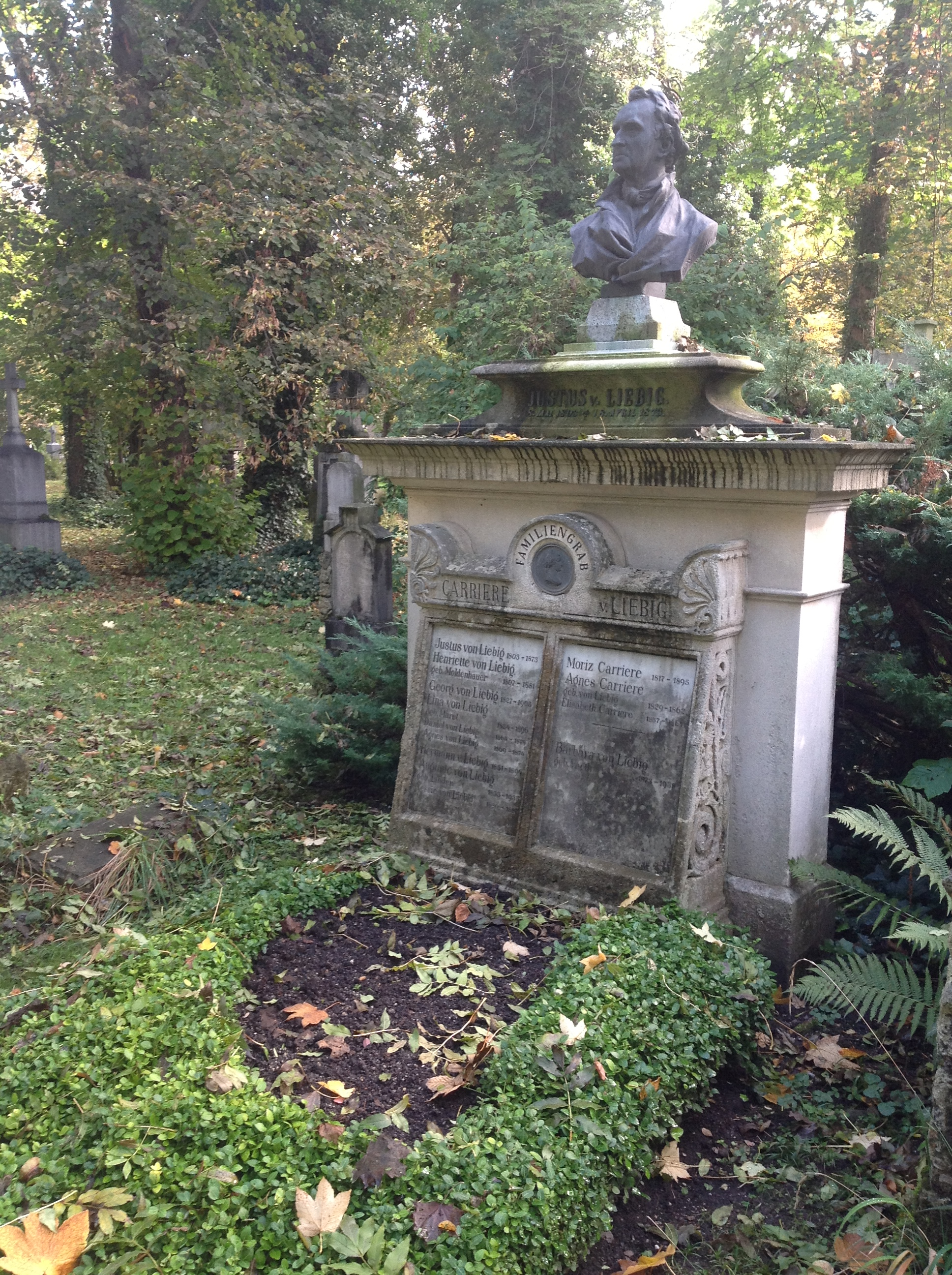
Могила Либиха в Мюнхене

В 1852 году Юстус фон Либих принял назначение короля Максимилиана II Баварского в Мюнхенский университет Людвига Максимилиана. Он также стал научным советником короля Максимилиана II, который надеялся превратить Мюнхенский университет в центр научных исследований и разработок. В частности, Либих принял пост, потому что в возрасте 50 лет он находил все более и более сложным контролировать большое количество студентов-лаборантов. Его новые помещения в Мюнхене отразили этот сдвиг в его системе ценностей. Они включали комфортный дом, подходящий для отдыха и развлечений, небольшой лаборатории и недавно построенного лекционного театра, способного вмещать 300 человек с демонстрационной лабораторией. Там он читал лекции в университете и раз в две недели для публики. В качестве научного руководителя Либих был назначен президентом Баварской академии наук и гуманитарных наук, став вечным президентом Королевской академии Баварии в 1858 году.
Либих также известен и как оратор. Между речами, сказанными им как президентом академии, следует указать речь «О Фрэнсисе Бэконе Веруламском» (1863), «Индукция и дедукция» (1865), одна из позднейших — «Развитие идей естествознания».
Либих отмечен личной дружбой с Максимилианом II, который умер 10 марта 1864. После смерти Максимилиана II Либих и другие либеральные ученые-протестанты в Баварии все чаще противостояли ультрамонтану католиков.
Либих умер в Мюнхене в 1873 году и похоронен на Alter Südfriedhof в Мюнхене.

## Награды и отличия

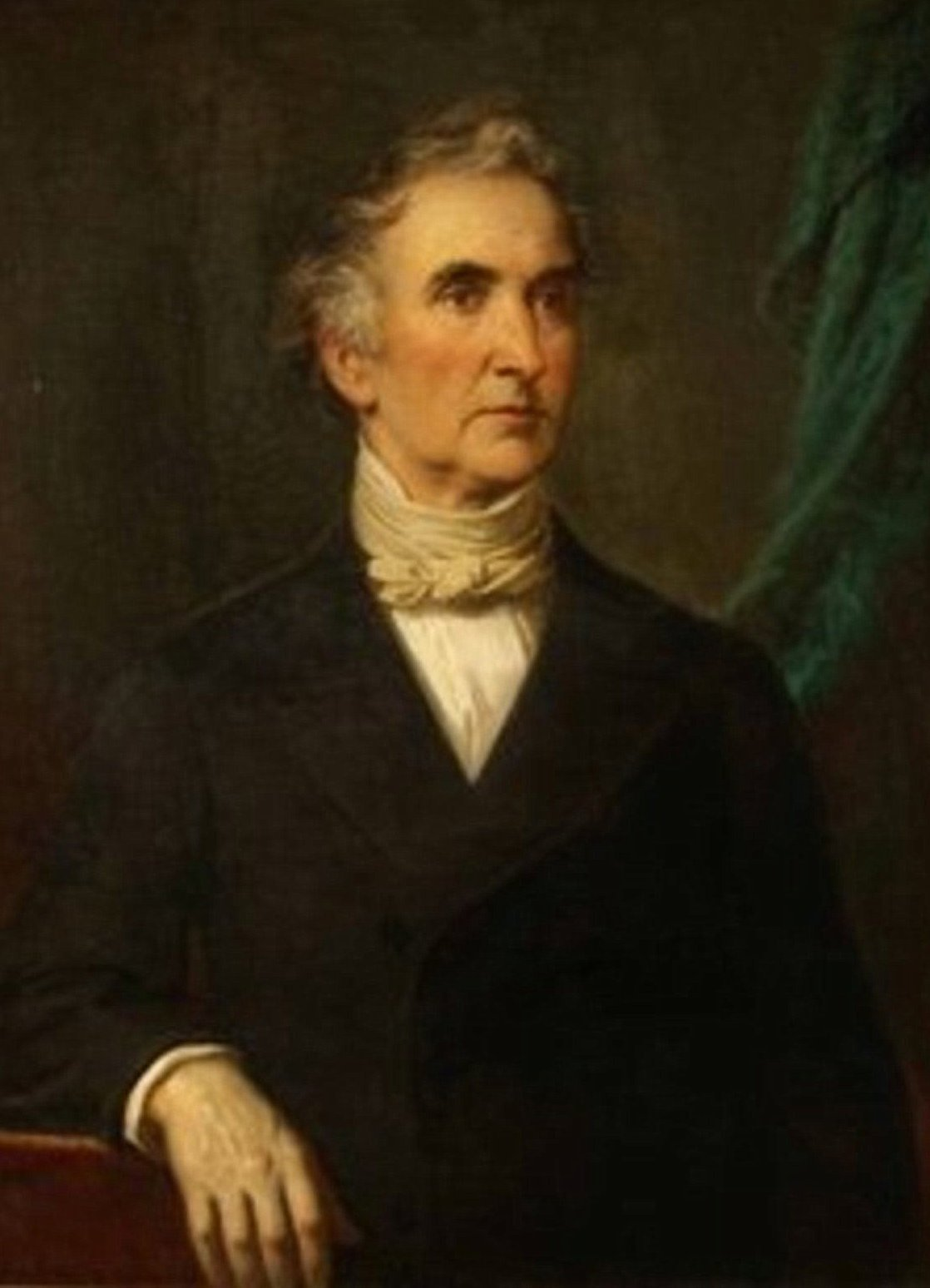
Юстус Фрайхерр фон Либих

- 1830 — иностранный член-корреспондент Петербургской академии наук[33];
- 1837 — избран членом Шведской Королевской академии наук;
- 1837 — награждён орденом Людвига;[6]
- 1838 — стал корреспондентом Королевского института Нидерландов;
- 1840 — иностранный член Лондонского королевского общества[34];
- 1840 — награждён медалью Копли Лондонского королевского общества «за свои открытия в области органической химии и, в частности, за развитие композиции и теории органических радикалов»;[6][35]
- 1842 — член-корреспондент Парижской академии наук[36]
- 1845 — пожалован Людвигом II Баварским титул Freiherr фон Либих. На английском языке самым близким переводом является «барон»[6].
- 1850 — получил орден Почётного легиона, представленный химиком Жаном-Батистом Дюма, министром торговли Франции;[37]
- 1851 — удостоен прусского ордена «За заслуги перед наукой» Фридриха Вильгельма IV Прусского;[38]
- 1851 — стал иностранным членом Королевской академии наук и искусств Нидерландов;[39]
- 1869 — награждён медалью Альберта Королевского общества искусств «за его многочисленные ценные исследования и писания, которые внесли наибольший вклад в развитие продовольственной экономики и сельского хозяйства, в развитие химической науки и выгоды, получаемые этой наукой от искусств, изготовлений и торговли»[40].

### Память
- В Дармштадте ему поставлен памятник в 1887 году; в Гиссене в 1890 году и ещё ранее, в 1883 году, немецкое химическое общество воздвигло ему памятник на Максимилиановской площади в Мюнхене.
- В 1935 году Международный астрономический союз присвоил имя Либиха кратеру на видимой стороне Луны.
- В 1935 году Юстус Либих был изображён на банкноте номиналом в 100 рейхсмарок 1935 года, Германия.
- В память о Либихе выпущены монеты: 10 марок ГДР (1978, к 175-летию со дня рождения); 10 евро (2003, Германия, к 200-летию со дня рождения). Обе монеты серебряные.
- В 1946 году, после окончания Второй мировой войны, Университет Гиссена был официально переименован в его честь — Гиссенский университет имени Юстуса Либиха (нем. Justus-Liebig-Universität Gießen)[9].
- В 1953 году Западногерманское почтовое отделение выпустило марку в его честь[41].
- В 1953 году в Дармштадте была организована третья Генеральная ассамблея Международного научного центра удобрений (CIEC), основанная в 1932 году, в честь празднования 150-летия со дня рождения Юстуса фон Либиха[42].
- Портрет Либиха висит в штаб-квартире Берлингтонского дома Королевского химического общества. Он был предоставлен предшественнику этого общества, Химическому обществу, крестной дочерью Либиха миссис Алек Твиди, Этелью Бриллианой Твиди, урождённой Харли, дочерью Эммы Муспратт.

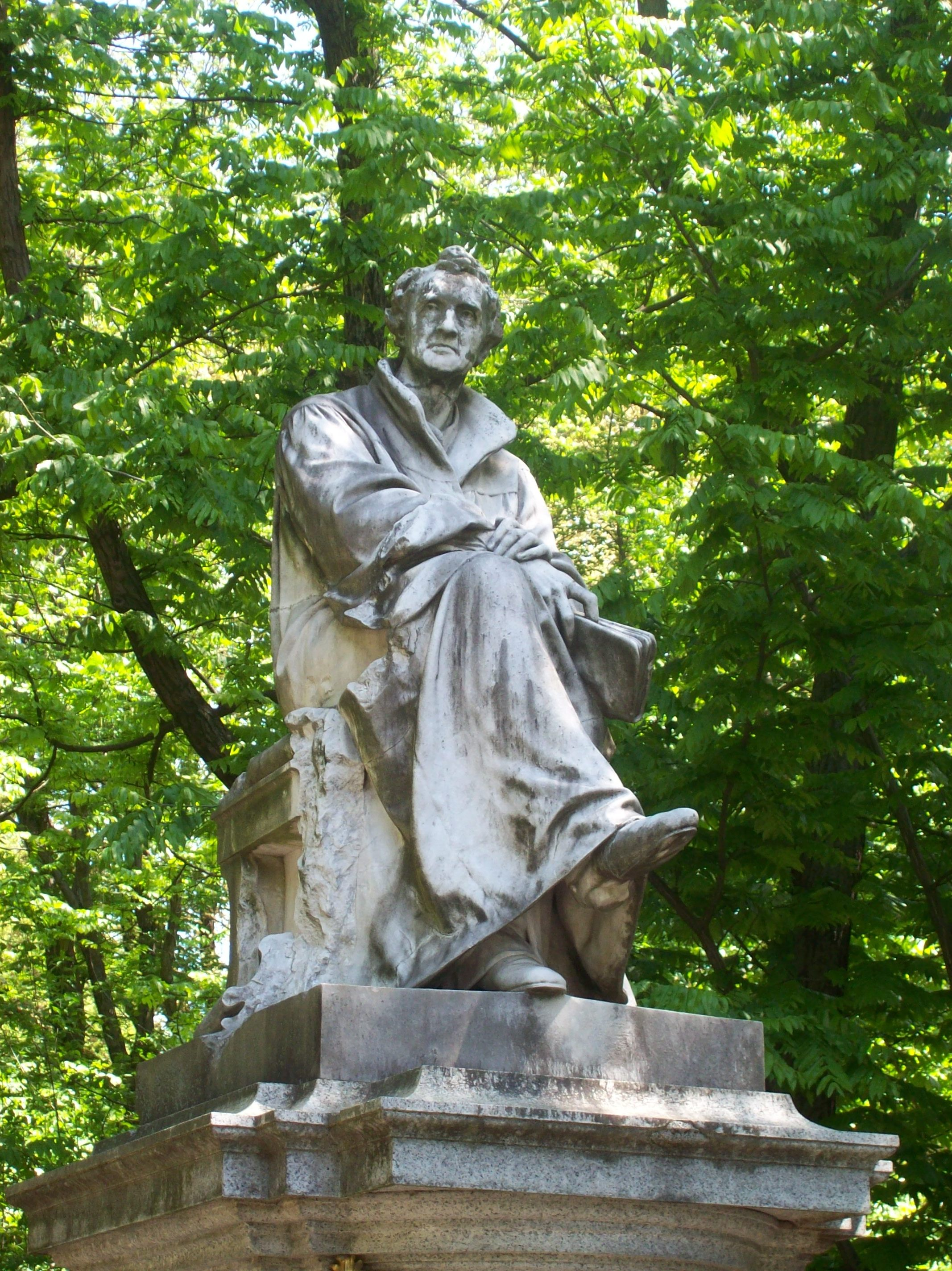
Памятник Либиху в Мюнхене
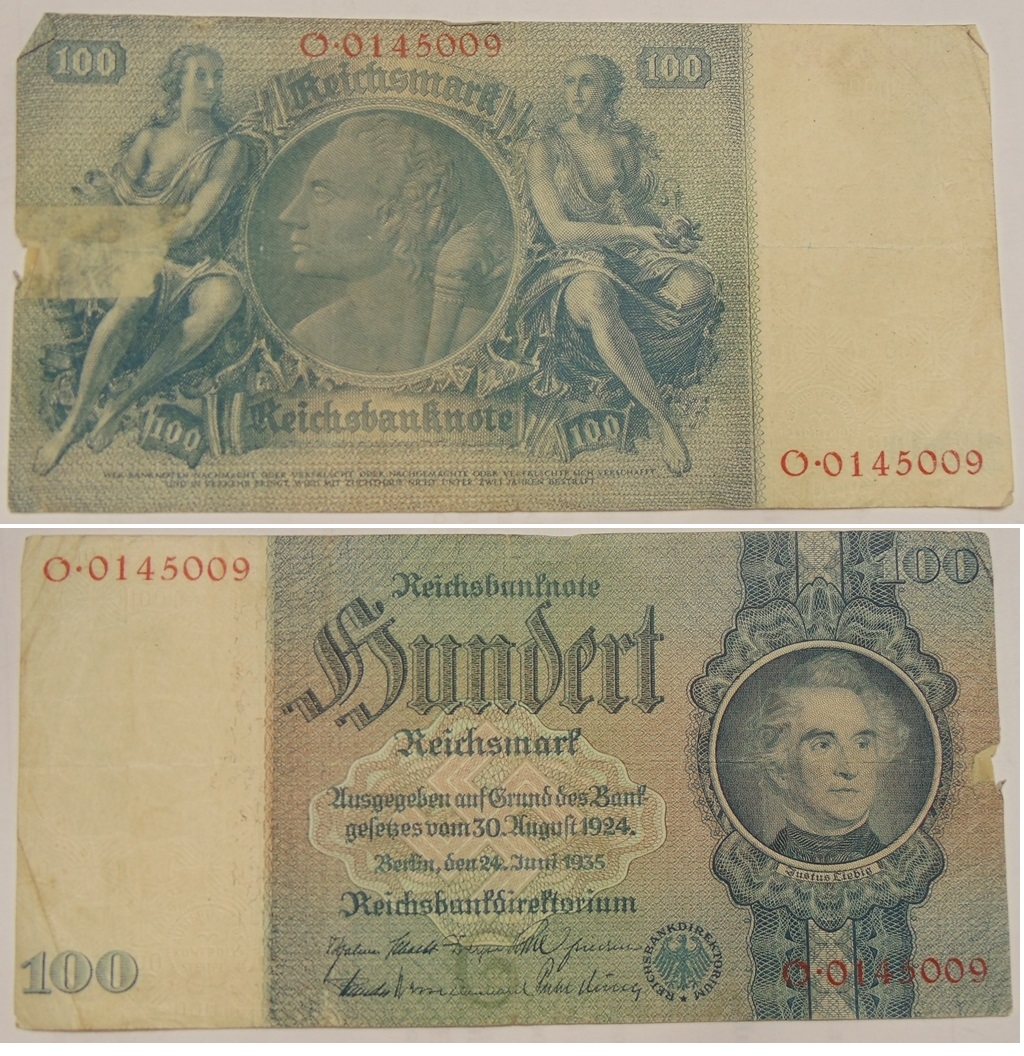
Портрет Юстуса Либиха на банкноте а 100 рейхсмарок 1935 года. Германия.
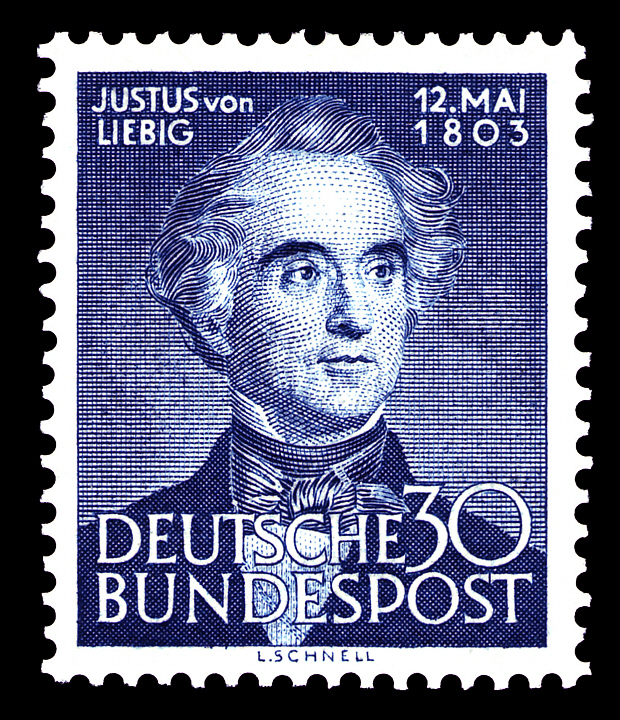
Почтовая марка Германии с изображением Либиха

### Медали Либиха
Некоторые организации учредили медали в честь Юстуса фон Либиха. В 1871 году Ассамблея немецких фермеров и лесников впервые вручила золотую медаль Либиха Теодору Реюнингу. Изображение на медали было взято с портрета, заказанного в 1869 году Фридриху Бремеру.
В течение нескольких лет Целевой фонд Либих, созданный Бароном Либихом, управлялся Баварской академией наук в Мюнхене и членами семьи Либиха. Они были уполномочены вручать золотые и серебряные Медали Либиха достойным немецким ученым «с целью поощрения исследований в области сельскохозяйственной науки». Серебряные медали могут быть присуждены ученым из других стран. Некоторые из тех, кто получил медали, включают:
- 1893, серебро, сэр Джон Лоис и Джозеф Генри Гилберт, Англия[45]
- 1894, серебро, профессор Юджин Вольдемар Хильгард, Соединённые Штаты, «за достойную работу по исследованию физических и химических свойств почв»[44][46]
- 1896, золото, профессор Фридрих Штоман, профессор сельскохозяйственной химии в Лейпцигском университете[47]
- 1899, золото, Альберт Шульц-Люпиц, Германия[48]
- 1908, золото, Макс Рубнер, Германия[49]

В 1903 году Ассоциация немецких химиков также учредила медаль Либиха с использованием портрета Бремера. Их медаль Либиха была впервые присуждена в 1903 году Адольфу фон Байеру, а в 1904 году доктору Рудольфу Кничечу. По состоянию на 2014 год эта медаль по-прежнему присуждается.
На третьем Всемирном конгрессе Международного научного центра удобрений (CIEC), состоявшемся в Гейдельберге в 1957 году, медаль Шпренгеля-Либиха была присуждена президенту CIEC д-ру Э. Фейсту за выдающийся вклад в сельскохозяйственную химию.